# Lijst van natuurgebieden in Luxemburg
Deze lijst van natuurgebieden in Luxemburg omvat alle gebieden die door de overheid van het Groothertogdom Luxemburg als natuurpark of  natuurreservaat zijn aangewezen.

## Natuurreservaten

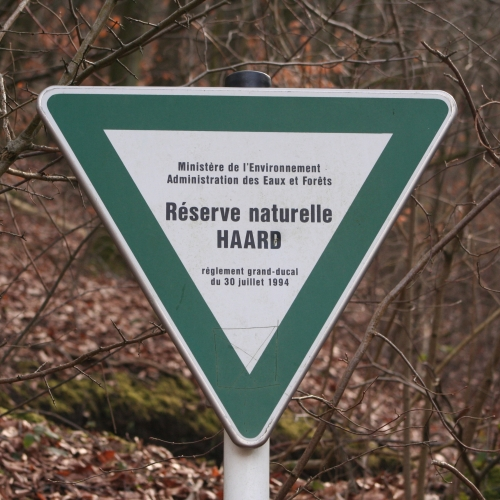
Bord van het natuurreservaat Haard

De bronnen opgenomen in de kolom "Opgericht" verwijzen naar de oorspronkelijke gegevens met detailkaarten van het gebied zoals die zijn gepubliceerd in het Staatsblad van het Groothertogdom. De daarin opgegeven oppervlakten kunnen door latere wijzigingen in de omvang van het gebied afwijken van het huidige oppervlakte. Hetzelfde is van toepassing voor de opgegeven gemeentenamen die als gevolg van gemeentefusies kunnen verschillen van de huidige gemeenten. Dit geldt bijvoorbeeld voor de gemeente Schengen, waarin Burmerange, Remerschen en Wellenstein zijn opgegaan, evenals Käerjeng, waarin Bascharage en Clemency zijn gefuseerd.
De afkortingen in de kolom "Type" staan voor:
- Dra = Drasland
- Hei = Heide of vergelijkbare biotopen
- Dro = Droge gebieden, als droog grasland of kalkgrasland
- NBo = Natuurbos
- Bos = Andere bosgebieden
- Bga = Boomgaard
- Div = Andere of gemengde gebieden

| Foto                                            | Naam                         | Gemeente(n)                           | Opgericht         | Type | Oppervlakte (ha) | Locatie |
| ----------------------------------------------- | ---------------------------- | ------------------------------------- | ----------------- | ---- | ---------------- | ------- |
| Linksboven begint het reservaat Aarnescht       | Aarnescht                    | Niederanven                           | 1 februari 1988   | Dro  | 75,19            | Kaart   |
|                                                 | Am Bauch                     | Mondercange                           | 14 april 1999     | Dra  | 31,30            | Kaart   |
|                                                 | Am Pudel                     | Esch-sur-Alzette, Schifflange         | 5 februari 2007   | Dra  | 15,49            | Kaart   |
| Amberkneppchen                                  | Amberkneppchen               | Junglinster                           | 25 mei 1989       | Hei  | 54,94            | Kaart   |
| Informatiebord in Betebuerger Bësch             | Betebuerger Bësch            | Bettembourg, Leudelange, Roeser       | 20 september 2005 | NBo  | 237,32           | Kaart   |
|                                                 | Biirgerkräiz                 | Walferdange                           | 25 januari 2008   |      | 2,345            | Kaart   |
| Birelergronn                                    | Birelergronn                 | Sandweiler, Schuttrange, Niederanven  | 6 december 1999   | Dra  | 271,65           | Kaart   |
| Boufferdanger Muer                              | Boufferdanger Muer           | Käerjeng                              | 19 maart 1988     | Dra  | 21,50            | Kaart   |
| Natuurreservaat Brill                           | Brill                        | Schifflange                           | 20 december 1988  | Dra  | 19,70            | Kaart   |
|                                                 | Conzefenn                    | Troisvierges, Weiswampach             | 31 maart 2008     | Dra  | 137,00           | Kaart   |
|                                                 | Deiwelskopp                  | Mompach                               | 12 januari 2004   | Dro  | 60,98            | Kaart   |
|                                                 | Dreckwis                     | Käerjeng, Sanem                       | 22 maart 2002     | Dra  | 71,03            | Kaart   |
| De Liègeois-Weiher in Ellergronn                | Ellergronn                   | Esch-sur-Alzette                      | 19 maart 1988     | Dra  | 110,40           | Kaart   |
| Bord bij ingang natuurreservaat Ënneschte Bësch | Ënneschte Bësch              | Bertrange, Leudelange                 | 20 september 2005 | NBo  | 87,00            | Kaart   |
|                                                 | Fensterdall                  | Boevange-sur-Attert                   | 18 februari 1987  | Dra  | 10,85            | Kaart   |
|                                                 | Filsdorfergrund              | Dalheim, Frisange                     | 25 maart 2005     | Dra  | 27,00            | Kaart   |
| Wandelen in de Grouf                            | Grouf                        | Schengen                              | 4 juli 2007       | NBo  | 29,20            | Kaart   |
| De Haard                                        | Haard-Hesselsbierg-Staebierg | Dudelange, Kayl, Rumelange            | 30 juli 1994      | Div  | 594,34           | Kaart   |
| Panorama van Haff Réimech                       | Haff Réimech                 | Schengen                              | 23 maart 1998     | Dra  | 100,77           | Kaart   |
|                                                 | Hierberbësch                 | Mompach                               | 23 september 2010 | NBo  | 205,92           | Kaart   |
|                                                 | Hierden                      | Betzdorf, Flaxweiler                  | 29 augustus 2003  | Dro  | 68,96            | Kaart   |
|                                                 | Kelsbaach                    | Grevenmacher, Flaxweiler, Wormeldange | 3 augustus 1998   | Dro  | 75,45            | Kaart   |
|                                                 | Kuebebierg                   | Luxemburg                             | 26 maart 2002     | Dro  | 25,80            | Kaart   |
| Bord Kuebendällchen                             | Kuebendällchen               | Schengen                              | 25 oktober 1991   | Dro  | 35,10            | Kaart   |
|                                                 | Laangmuer                    | Niederanven                           | 7 november 2005   | NBo  | 103,00           | Kaart   |
|                                                 | Lannebuur                    | Frisange, Weiler-la-Tour              | 1 juli 2009       | Dra  | 286,00           | Kaart   |
|                                                 | Leibierg                     | Redange, Préizerdaul                  | 10 augustus 1991  | Div  | 61,74            | Kaart   |
|                                                 | Léi                          | Bertrange                             | 19 maart 1988     | Dra  | 125,96           | Kaart   |
|                                                 | Linger Wiesen                | Käerjeng                              | 1 juli 1997       | Dra  | 31,80            | Kaart   |
|                                                 | Manternacher Fiels           | Manternach, Mertert                   | 6 mei 2000        | Bos  | 132,04           | Kaart   |
|                                                 | Pellembierg                  | Flaxweiler, Wormeldange               | 30 september 2005 | Dro  | 90,93            | Kaart   |
|                                                 | Pëttenerbësch                | Bissen, Mersch                        | 9. Juni 2006      | NBo  | 67,00            | Kaart   |
| Giele Botter in Prenzebierg                     | Prenzebierg                  | Differdange, Pétange                  | 20 november 1991  | Div  | 255,30           | Kaart   |
|                                                 | Ramescher                    | Wincrange                             | 11 februari 1993  | Dra  | 62,70            | Kaart   |
|                                                 | Roeserbann                   | Hesperange, Roeser                    | 8 september 1994  | Dra  | 352,67           | Kaart   |
| Saueruecht                                      | Saueruecht                   | Beaufort                              | 13 februari 2010  | NBo  | 72,00            | Kaart   |
| Sonnebierg                                      | Sonnebierg                   | Walferdange                           | 31 juli 1989      | Dro  | 15,03            | Kaart   |
|                                                 | Stréissel                    | Bettembourg                           | 8 mei 1999        | Dra  | 35,62            | Kaart   |
|                                                 | Strombierg                   | Schengen                              | 20 april 1993     | Bos  | 29,20            | Kaart   |
|                                                 | Telpeschholz                 | Kehlen                                | 18 februari 1987  | Hei  | 67,32            | Kaart   |
|                                                 | Um Bierg                     | Bettembourg, Roeser                   | 3 augustus 1998   | Bga  | 12,32            | Kaart   |
|                                                 | Weimericht                   | Junglinster                           | 10 september 2012 | Dro  | 102,94           | Kaart   |
|                                                 | Wëngertsbierg                | Lenningen, Flaxweiler                 | 28 maart 2002     | Div  |                  | Kaart   |

## Natuurparken
- Natuurpark Boven-Sûre, in het noordoosten van Luxemburg, 183.87 km2
- Natuurpark Our, in het noordoosten van Luxemburg, 306 km2
- Natuurpark Mëllerdall, in het oosten van Luxemburg, 295 km2

## Natura 2000-gebieden
Luxemburg telt 48 gebieden die vallen onder de Habitatrichtlijn (richtlijn 92/43/EEG van de Raad van 21 mei 1992 inzake de instandhouding van natuurlijke habitats en wilde flora en fauna) en 18 gebieden die vallen onder de Vogelrichtlijn (richtlijn 79/409/EEG van de Raad van 2 april 1979 inzake het behoud van de vogelstand)..